# Pop Trash
Pop Trash è il decimo album in studio del gruppo musicale britannico Duran Duran, pubblicato il 19 giugno 2000 dalla Hollywood Records.
Nel luglio 2008, l'album è stato ripubblicato negli iTunes Store europei e nordamericani.

## Antefatti e produzione
L'album segna la prima uscita discografica del gruppo senza l'etichetta Capitol Records/EMI, con cui aveva lavorato dal 1981, e l'ultima con la formazione del trio Simon Le Bon, Nick Rhodes e Warren Cuccurullo. Il cantante e autore Le Bon, sempre più infelice della situazione complessiva della band e dell'abbandono del bassista John Taylor, soffrì del blocco dello scrittore durante la creazione dell'album. In sua vece, il tastierista Nick Rhodes e il chitarrista Warren Cuccurullo si occuparono della scrittura delle canzoni più del solito, rielaborando un po' del loro materiale TV Mania in alcune delle canzoni.
Musicalmente, Pop Trash continua dove il precedente Medazzaland (1997) aveva terminato. L'album fu probabilmente uno dei più variegati cd dei Duran Duran, con flanged drums e giochi di chitarre intricate, la dispettosa Mars Meets Venus e la bizzarra Hallucinating Elvis, mentre delle gentili ballate pop Someone Else, Not Me avevano pochissimi effetti. Pezzi con pesanti chitarre come Last Day on Earth e Playing With Uranium sono giustapposte ad altre canzoni più soft dalla malinconia delicata, come Lady Xanax e The Sun Doesn't Shine Forever.
La copertina dell'album mostra un'auto ricoperta di strass, che apparteneva a Wladziu Valentino Liberace.

## Promozione

### Singoli
Il singolo che anticipava l'album, Someone Else Not Me, arrivò al massimo alla posizione 53 nel Regno Unito, e non figurò nelle classifiche statunitensi. Tuttavia giunse alla top ten in Lettonia. Malgrado la canzone si intitoli Someone Else Not Me, Simon Le Bon, canta, ripetendo, anche "somebody else not me". Le Bon ne registrò una versione spagnola (Alguien Más Que No Soy Yo) e una francese (Un Autre Que Moi). Il video fu il primo ad essere creato interamente in animazione digitale Macromedia Shockwave.
Playing With Uranium avrebbe dovuto essere pubblicato come singolo in Italia, ma fu trasmesso soltanto come brano promozionale per le radio.
Last Day On Earth venne pubblicato in Giappone, ed è stato scelta inoltre come tema per l'inaugurazione degli Universal Studios Japan ad Osaka.

### Tour
Per promuovere l'album, il gruppo intraprese il Pop Trash Tour durante il 2000 e l'Up and Close Personal Tour durante il 2001. Il tour rispetto al disco andò bene in tutto il mondo.

## Accoglienza
| Recensione           | Giudizio |
| -------------------- | -------- |
| AllMusic             |          |
| Entertainment Weekly | C        |
| Rolling Stone        |          |

Pop Trash ha ottenuto recensioni miste da parte dei critici musicali. Su Metacritic, sito che assegna un punteggio normalizzato su 100 in base a critiche selezionate, l'album ha ottenuto un punteggio medio di 52 basato su nove recensioni.

Stacia Proefrock di Allmusic scrisse:

## Tracce

### Edizione originale
CD (Hollywood Records / Edel 0107512HWR [de] / EAN 4029758075128)
Testi e musiche dei Duran Duran
1. Someone Else Not Me – 4:48
2. Lava Lamp – 3:54
3. Playing with Uranium – 3:51
4. Hallucinating Elvis – 5:26
5. Starting to Remember – 2:38
6. Pop Trash Movie – 4:54
7. Fragment – 0:49
8. Mars Meets Venus – 3:07
9. Lady Xanax – 4:53
10. The Sun Doesn't Shine Forever – 4:51
11. Kiss Goodbye – 0:41
12. Last Day on Earth – 4:27

## Formazione
- Simon Le Bon – voce
- Warren Cuccurullo – chitarra
- Nick Rhodes – tastiere

### Altri musicisti
- Sally Boyden – coro
- John Tonks – batteria, percussioni
- Steve Alexander – batteria
- Greg Bissonette – batteria
- Luis Conte – percussioni
- Wes Wehmiller – basso

## Successo commerciale
Il disco venne mal pubblicizzato dalla casa discografica e si rivelerà poi il più clamoroso flop nella carriera discografica dei Duran Duran. Un articolo on-line di Billboard del maggio 2008 indicò che l'album venne messo fuori produzione meno di un anno dopo la sua pubblicazione, facendo infine registrare vendite per sole 44 000 copie.
Nel marzo 2001, la band annunciò la rottura del contratto con la Hollywood Records; Rhodes dichiarò: "Non c'è mai stato un posto che sembrasse meno una etichetta discografica: sette nani giganti che reggevano l'edificio. Ascoltai queste persone e alla fine ho dovuto dire: 'strano che il vostro logo sia un grande paio di orecchie, visto che nessuno di voi qui pare averne' ".
Alla fine del tour per questo album, Cuccurullo fu indotto a lasciare il gruppo, e la band si riunì coi suoi membri originali -assieme a John Taylor, il chitarrista Andy Taylor ed il batterista Roger Taylor- nella più classica e nota formazione a cinque.

## Classifiche
| Classifiche (2000) | Posizione massima |
| ------------------ | ----------------- |
| Germania           | 80                |
| Regno Unito        | 53                |
| Stati Uniti        | 135               |